# 海月
，是莺蛤目云母蛤科云母蛤属的一种。

## 特征
海月贝壳近似圆形，扁平，薄而透明；放射肋和同心生长线极细密；壳面为白色，微紫色壳顶，壳内面白色，有云母光泽。

## 分布
主要产于暖海中，分布于新加坡、马来西亚、印度尼西亚、中国大陆、台湾，常栖息在潮间带中、下区及潮线下浅水域。

## 用途
中国古代建筑用贝壳镶嵌在门窗或屋顶上，可以透光，称“窗贝”或“明瓦”。

## 扩展阅读
[在维基数据编辑]
 《欽定古今圖書集成·博物彙編·禽蟲典·海月部》，出自陈梦雷《古今圖書集成》